# Melkouwen

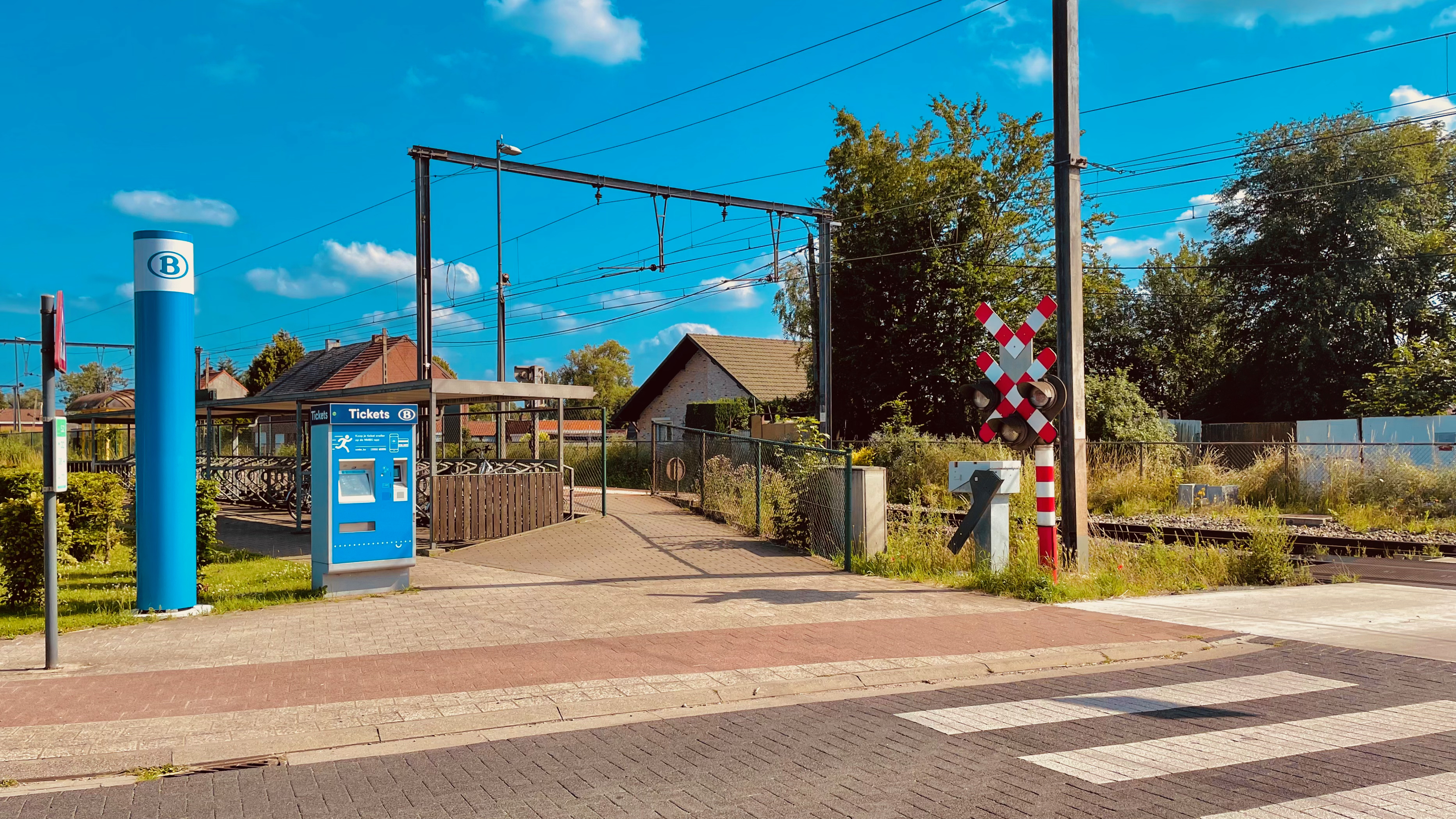
Station Melkouwen

Melkouwen is een gehucht in de Antwerpse gemeente Berlaar.
Het gehucht bestaat uit een aantal 19e- en 20e-eeuwse boerderijen en vanaf 1950 werden er ook vrijstaande huizen gebouwd. Op een driehoekig pleintje bevindt zich een houten, aan Onze-Lieve-Vrouw gewijd, kapelletje van 1917, opgericht door de geburen.
In Melkouwen bevindt zich een spoorwegstation.